# 보헤미아족
보헤미아족(라틴어: Behemanni)은 보헤미아(오늘날의 체코)에 거주하던 초기 슬라브 부족이다. 이들의 땅은 870년경 보헤미아 공국으로 인정받게 되었다.

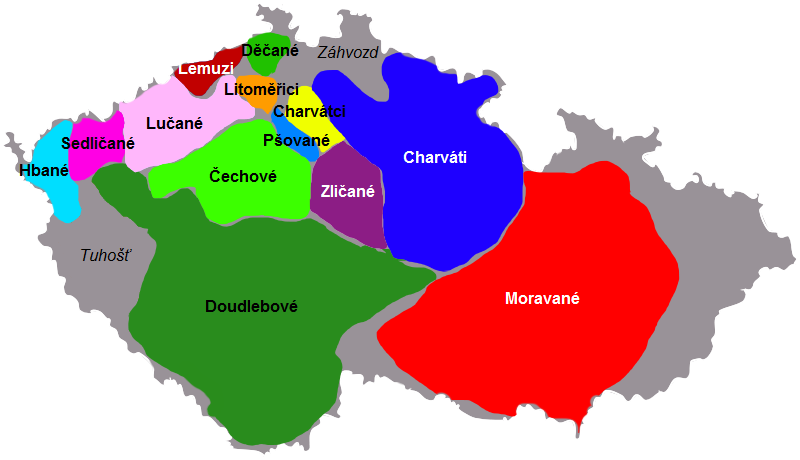
현대 체코 공화의 지도에 다양한 색상으로 표시된 보헤미아족과 빨간색으로 표시된 모라바족.

11세기 신성 로마 제국의 공국인 보헤미아 공국

## 역사
슬라브족은 이주 시대 게르만족의 대이동으로 비워진 6세기애 보헤미아에 도착했다. 역사학자 두샨 트르제스틱에 따르면, 슬라브인들은 모라바문 계곡을 거쳐 530년에 동부 보헤미아로 진출하여 라베(엘베)강과 블타바(몰다우)강을 따라 중부 보헤미아로 이동했다고 한다. 많은 역사가들은 7세기 전반기에 남쪽에서 슬라브족이 더 들어왔다는 이론을 지지한다. 그들은 사모가 올 때까지 이웃 아바르족과 싸웠다.
805년 카롤루스 대제의 아들인 카롤루스 이우니오르는 레흐가 통치하던 보헤미아족과 싸우기 위해 파견되었다.
9세기 후반 바이에른 지리학자는 이들을 베헤마레라고 부르며 15개의 도시를 가지고 있다고 언급했다.
보르지보이는 약 870년부터 역사적으로 기록된 최초의 보헤미아 공작이자 프로셰미슬 왕조의 시조이다.